# Marie Cathrine Preisler
Marie Cathrine Preisler, född 19 december 1761 i Köpenhamn, död 28 maj 1797, var en dansk skådespelerska, en av de mest kända under 1780- och 1790-talet.

## Biografi
Marie Cathrine Preislers föräldrar var troligen tjänaren Lars Devegge och Barbara Wolff. Antagen som elev i operaskolan 1776 blev hon medlem i det Dramatiske Selskap 1777, debuterade på Det Kongelige teater 1778 och anställdes samma år.
Marie Cathrine Preisler var en av landets mest uppskattade aktörer; hennes fack var koketta älskarinnor, så kallade subrett-roller.
Det väckte stort uppseende då hon samma år gifte sig med J.D. Preisler, ett äktenskap som bröt mot den tidens klassgränser och som sedan dessutom blev omtalat som ett skandalämne i åratal på grund av parets slöseri. Maken hade planerat att bli diplomat, men slog även han in på skådespelarbanan. År 1784 var de ruinerade, och de skilde sig 1790.
Hennes bristande ekonomiska ansvar gjorde att hon ställdes under ett slags förmyndarskap från teatern år 1796 för att reglera sina stora skulder. Hon dog dock året därpå.